# Mycetophila andinensis
Mycetophila andinensis är en tvåvingeart som beskrevs av Duret 1991. Mycetophila andinensis ingår i släktet Mycetophila och familjen svampmyggor. Inga underarter finns listade i Catalogue of Life.